# تمزكدة أوفتاس
تمزكدة أوفتاس (بالإنجليزية: TIMIZGUIDA OUFTAS) هي جماعة قروية تابعة لإقليم الصويرة ضمن جهة مراكش - تانسيفت - الحوز بالمغرب. بلغ مجموع عدد سكان تمزكدة أوفتاس  حسب إحصاءات 2004 حوالي 5218 نسمة يعيشون في 887 أسرة.

## دواوير الجماعة
تسيلا مهدا 
زاوية لوضا 
إد العسري 
إجرارن 
تسيلا إيمزيلن
أضوار 
أدوز 
تبعياط
أيت أوسول
اخياضن
أيت الحادج
أصوفيد